# Distrito electoral de Perry (condado de Red Willow, Nebraska)
Perry (en inglés: Perry Precinct) es un distrito electoral ubicado en el condado de Red Willow en el estado estadounidense de Nebraska. En el Censo de 2010 tenía una población de 395 habitantes y una densidad poblacional de 4,28 personas por km².

## Geografía
Perry se encuentra ubicado en las coordenadas 40°12′59″N 100°42′26″O / 40.21639, -100.70722. Según la Oficina del Censo de los Estados Unidos, Perry tiene una superficie total de 92.3 km², de la cual 92.05 km² corresponden a tierra firme y (0.27%) 0.25 km² es agua.

## Demografía
Según el censo de 2010, había 395 personas residiendo en Perry. La densidad de población era de 4,28 hab./km². De los 395 habitantes, Perry estaba compuesto por el 99.24% blancos, el 0% eran afroamericanos, el 0% eran amerindios, el 0% eran asiáticos, el 0% eran isleños del Pacífico, el 0.76% eran de otras razas y el 0% pertenecían a dos o más razas. Del total de la población el 2.03% eran hispanos o latinos de cualquier raza.